# Ben Skowronek
Bennett William Skowronek (Fort Wayne, 27 giugno 1997) è un giocatore di football americano statunitense che milita nel ruolo di wide receiver per i Pittsburgh Steelers della National Football League (NFL).

## Carriera
Skowronek al college giocò a football a Northwestern e Notre Dame. Fu scelto dai Los Angeles Rams nel corso del settimo giro (249º assoluto) del Draft NFL 2021. Nella sua stagione da rookie disputò 14 partite, una delle quali come titolare, con 11 ricezioni per 133 yard. Il 13 febbraio 2022  scese in campo nel Super Bowl LVI vinto contro i Cincinnati Bengals 23-20, ricevendo 2 passaggi per 12 yard e conquistando il suo primo titolo.
Nel sesto turno della stagione 2022, Skowronek segnò il primo touchdown in carriera nella vittoria sui Carolina Panthers.

## Palmarès
- Super Bowl : 1

Los Angeles Rams: LVI
- National Football Conference Championship: 1

Los Angeles Rams: 2021